# Karl Hoff (Maler, 1838)

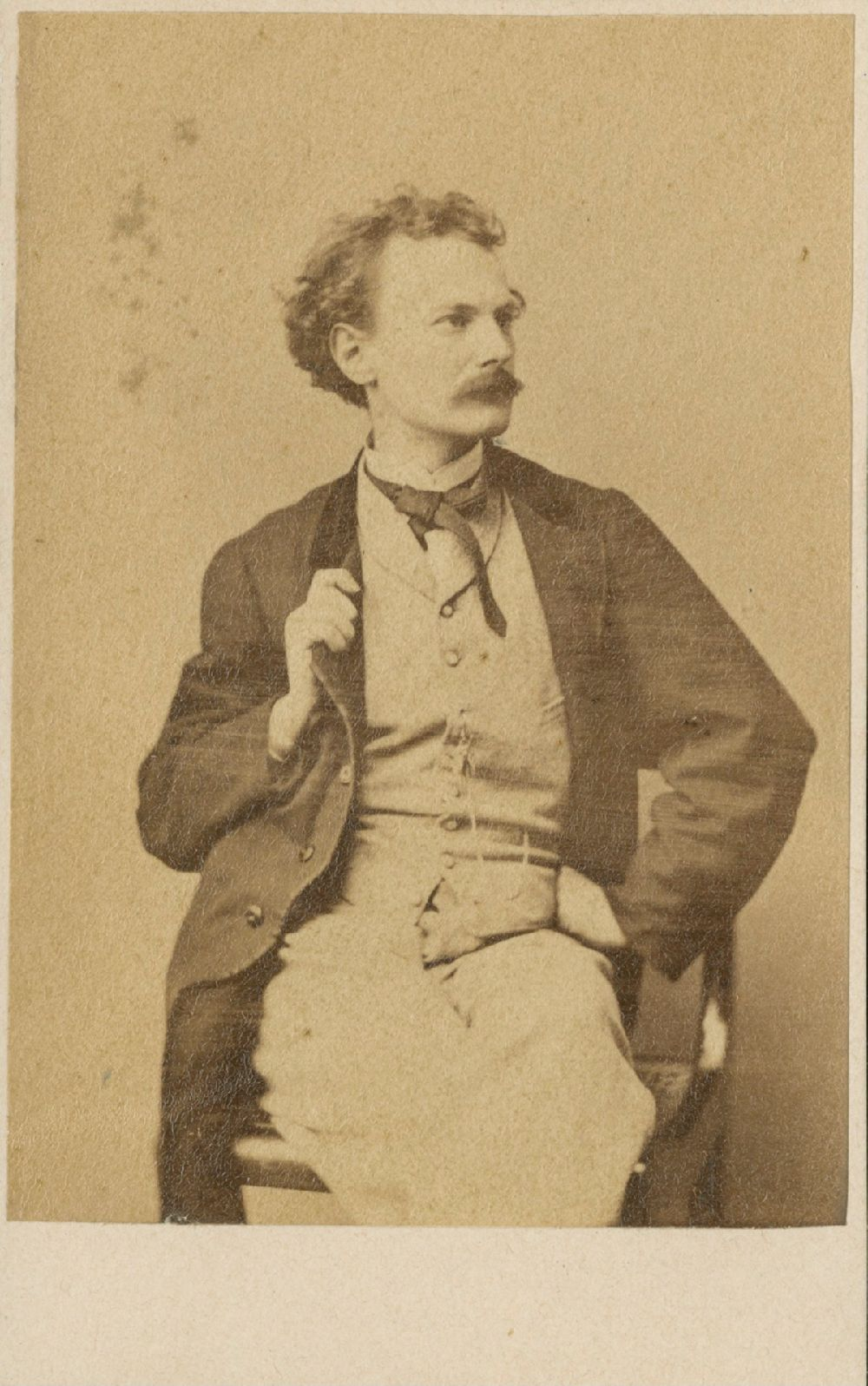
Karl Hoff, um 1868, fotografiert von G. & A. Overbeck

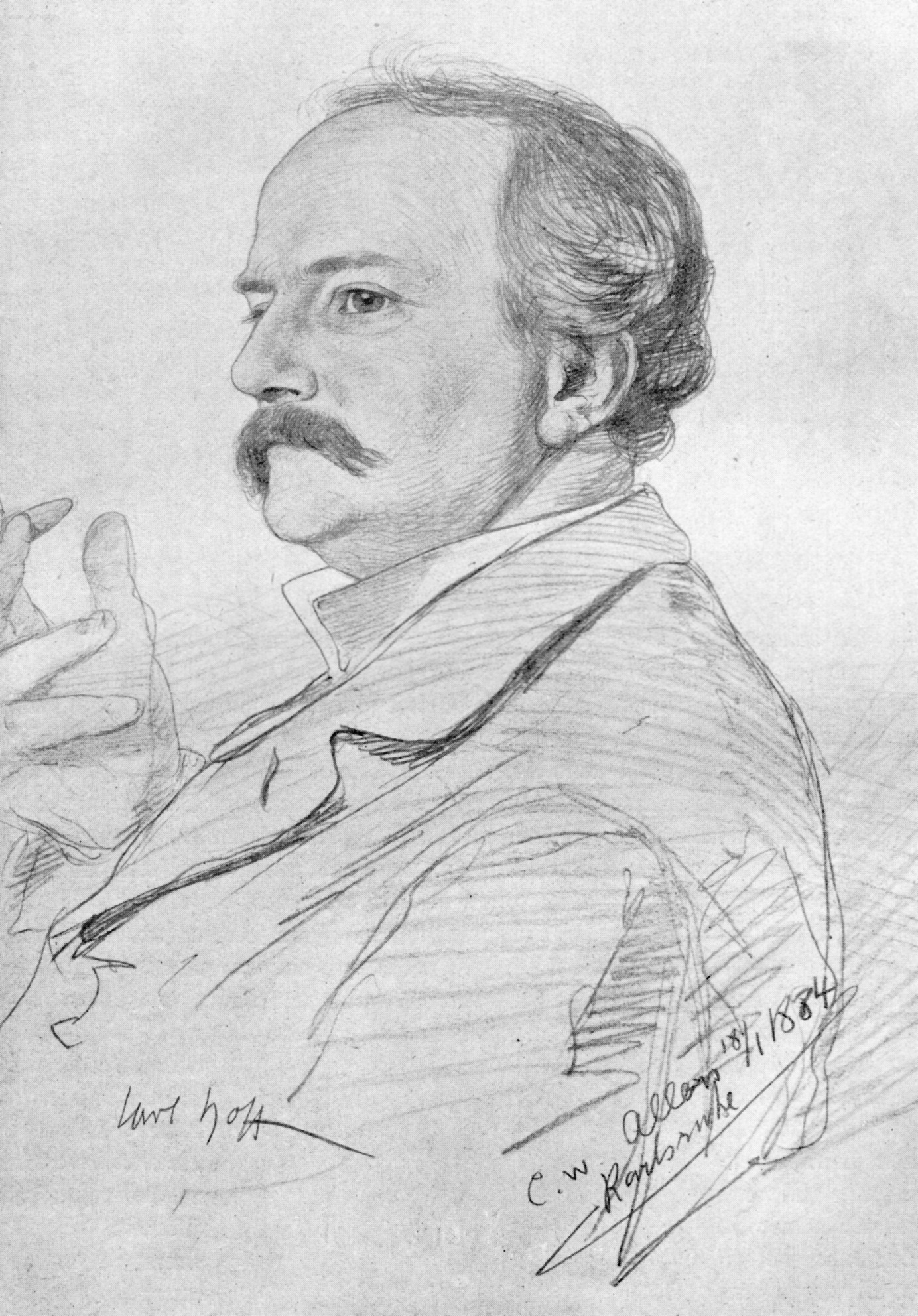
Karl Hoff, 1884, gezeichnet von Christian Wilhelm Allers

Karl Heinrich Hoff, auch Carl Heinrich Hoff der Ältere (* 8. September 1838 in Mannheim; † 13. Mai 1890 in Karlsruhe), war ein deutscher Maler und Kunstschreiber.

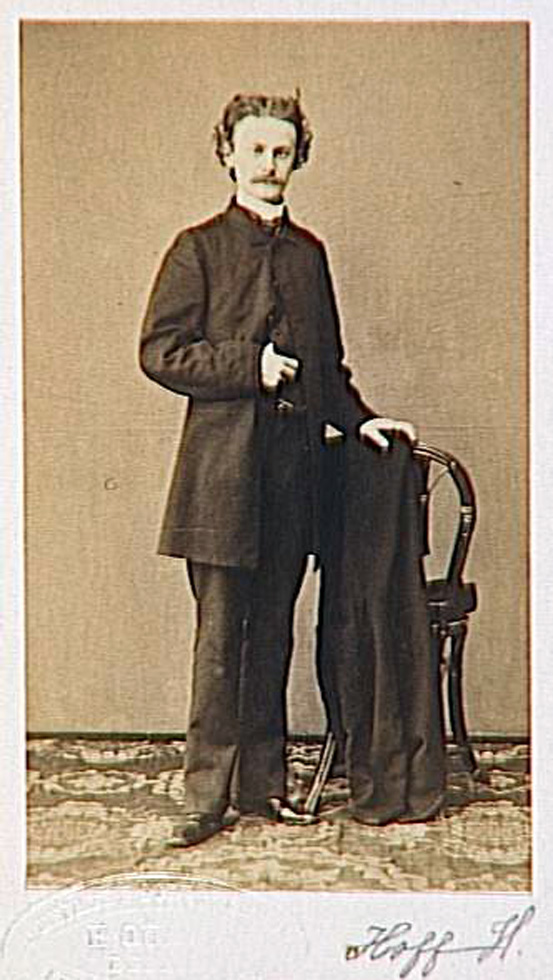
Karl Heinrich Hoff, Foto von Arnold Overbeck, Gebr. G. & A. Overbeck in Düsseldorf

## Leben und Werk
Karl Hoff wurde im September 1838 als Sohn des Mannheimer Konditors und späteren Landtagsabgeordneten Carl Heinrich Hoff (1804–1891) geboren. Von 1855 bis 1858 studierte er an der Kunstschule zu Karlsruhe unter Johann Wilhelm Schirmer und Ludwig des Coudres. Im Sommer 1858 folgte Hoff dem Ruf der Düsseldorfer Malerschule und zog nach Düsseldorf, um unter Benjamin Vautiers Anleitung seine Studien fortzusetzen.
1862 brachte er ein halbes Jahr in Paris zu. Eine Reihe von Studienreisen in Deutschland, Frankreich, Italien, Griechenland, Dalmatien und Montenegro folgten und erweiterten seinen Gesichtskreis und dienten dazu, nachdem er sich in 1862 in Düsseldorf selbständig gemacht hatte, durch eine Anzahl ernster und heiterer Genrebilder einen geachteten Namen zu machen. Er malte mit Vorliebe Kompositionen mit Kostümfiguren, die sich durch glückliche Erfindung, gefälliges Kolorit, feine Charakteristik und elegante Behandlung auszeichneten.
Karl Hoff, sehr aktives Mitglied des Künstlervereins Malkasten, war von 1870 bis 1872 Präsident des Allgemeinen Vereins der Karnevalsfreunde zu Düsseldorf (AVdK).
Auch war Hoff dichterisch tätig. Eine Anzahl Dichtungen, u. a. von denen für das Kaiserfest im Malkasten zu Düsseldorf im Jahr 1877 schrieb er das mit Tableaux vivants gestaltete Festspiel zu Ehren Kaiser Wilhelms I. anlässlich dessen Besuchs im Malkasten-Haus. 1878 verfasste er das komische Epos „Schein“, ein Skizzenbuch in Versen. Hoff engagierte sich in der Privatinitiative Zoopark, zu welcher 1874 vom Tierschutzverein Fauna eine Aktiengesellschaft gegründet wurde. Die Privatinitiative wollte sicherstellen, dass neben den baulichen Aktivitäten in Düsseldorf die Parks nicht zu kurz kamen.
Laufe des Sommers 1878 wurde Hoff als Professor an die Karlsruher Akademie berufen, als Nachfolger für den nach München gewechselten Wilhelm Riefstahl. Dort erwarb er ein Haus auf der Oststraße 34, welches er später an den Historien- und Porträtmaler Heinrich Johann Sinkel verkaufte. Zu Hoffs Schülern gehörten unter anderem in Düsseldorf Hans Bachmann und in Karlsruhe Alexander Koester, Julius Fehr und der Historienmaler Carl Becker. Seine Broschüre „Künstler und Kunstschreiber“ von 1882 enthielt heftige Ausfälle gegen die Kunstkritik. Als ein Arrangeur von großem Geschick zeichnete er sich aus, als er 1886 den großen geschichtlichen Festzug zur fünfhundertjährigen Jubelfeier der Universität Heidelberg anordnete.
Am 13. Mai 1890 verstarb er im Alter von 51 Jahren, nach nur kurzer Krankheit an Lungenschwindsucht.

## Familie
Verheiratet war er mit Marie Sohn (1841–1893), Tochter des Malers Karl Ferdinand Sohn. Sie hatten mehrere Söhne. Sein ältester Sohn war der gleichnamige Porträt- und Genremaler Karl Heinrich Hoff, daher auch Carl Heinrich Hoff der Jüngere genannt. Der Sohn Ernst Hoff  (1872–1932) war Verbandsgeschäftsführer der Nordwestlichen Gruppe des Vereins Deutscher Eisen- und Stahlindustrieller („Arbeitnordwest“) in Düsseldorf. Seine älteste Schwester Ernestine Hoff (1832–1880), verheiratete Dietzsch, war Schriftstellerin. Sie schrieb unter dem Namen „Diethoff“. Sein Onkel war der Mannheimer Verleger und Revolutionär Heinrich Hoff.

## Werke (Auswahl)
- Zigeuner vor dem Ortsvogt, 1860
- Aschenbrödel, 1860er Jahre
- Der Winkeladvokat, 1863
- Nobles oblige
- Der kranke Gutsherr
- Die Epikuraeer
- Sub rosa

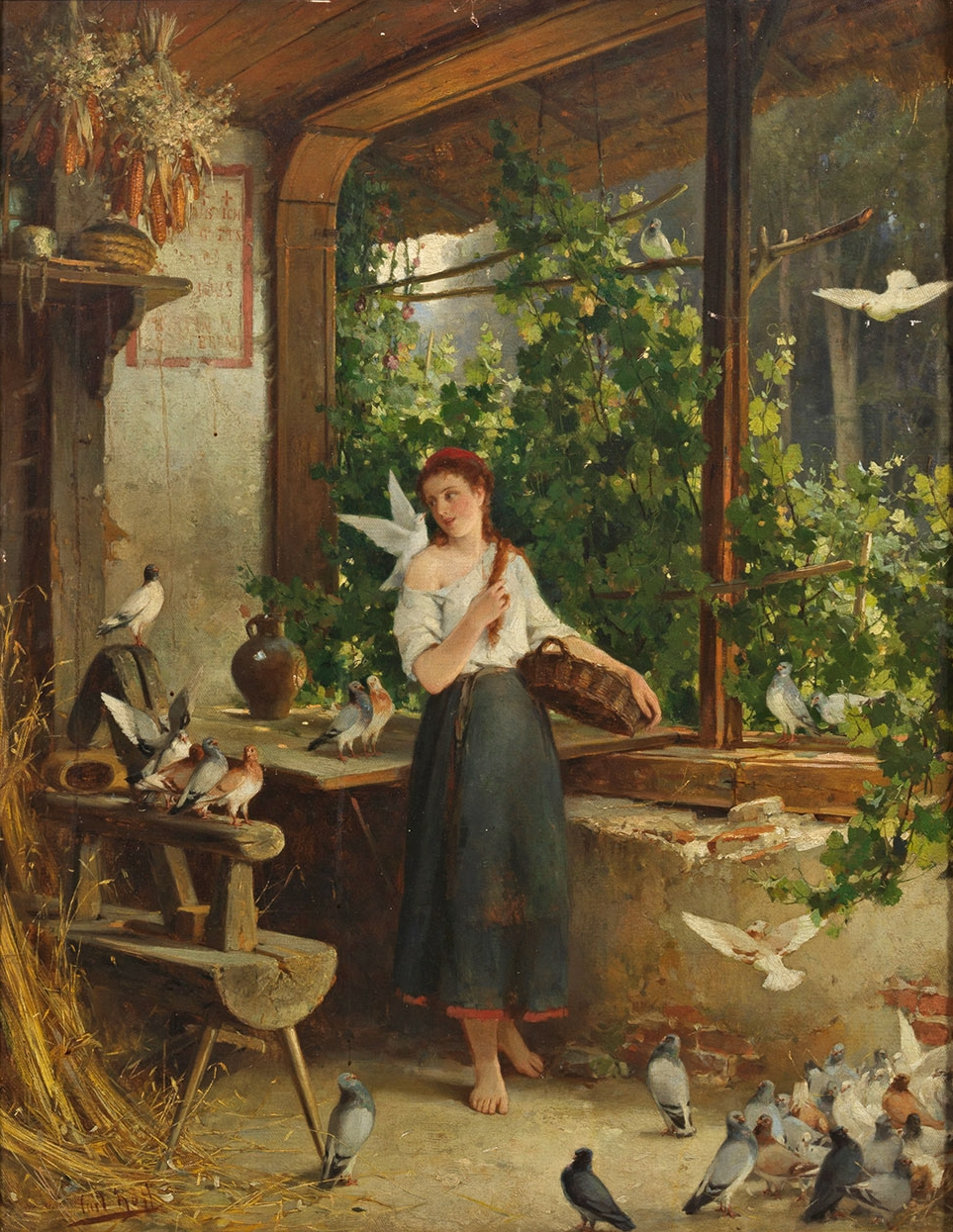
Karl Hoff: Aschenbrödel

- Rast auf der Flucht, 1867 (im Besitz des Herrn von Tiele-Winckler in Berlin),
- Die Heimkehr, 1869, Galerie zu Philadelphia
- Tartüff und Emire, 1872 (wurde als Kupferstich vervielfältigt)
- Der liebe Onkel, 1873
- Die Taufe des Nachgebornen 1875, in der Nationalgalerie Berlin
- Des Sohns letzter Gruß, 1878, Dresdner Galerie
- Vor dem Ausmarsch
- Zwischen Leben und Tod, um 1885, Kunsthalle Karlsruhe

## Illustrationen (Auswahl)
- In: Endrulat, Bernhard: Ein Kaiserfest im „Malkasten“ zu Düsseldorf: und 11 in Holzschnitt ausgeführten Originalzeichnungen. Voß, Düsseldorf 1878 Digitalisierte Ausgabe der Universitäts- und Landesbibliothek Düsseldorf.
- In: Diethoff, E. Vom Rhein. Bilder und Geschichten aus alter und neuer Zeit. Payne, Leipzig 1871 Digitalisierte Ausgabe der Universitäts- und Landesbibliothek Düsseldorf.
- Festspiel zur Feier des Besuches Ihrer Majestät des Kaisers und der Kaiserin im Malkasten zu Düsseldorf am 6. September 1877. Voß, Düsseldorf 1877. (Digitalisat)

## Veröffentlichungen
- Künstler und Kunstschreiber: ein Act der Notwehr. Stroeser, München 1882.

## Ehrungen
- Ehrenmitglied der Akademie Rotterdam
- Kleine goldene Medaille Berlin, 1872
- Bayerisches Verdienstkreuz, 1872
- Bronzene Medaille London, 1887
- Große goldene Medaille Melbourne, 1888/1889
- Seit 1896 ist in Karlsruhe die Hoffstraße in der Weststadt benannt.